# Willi Gerdau
Willi „Ille“ Gerdau (* 12. Februar 1929 in Heide; † 11. Februar 2011 in Uetersen) war ein deutscher Fußballspieler, der als Aktiver der deutschen Fußballnationalmannschaft der Amateure an den Olympischen Sommerspielen 1956 in Melbourne teilgenommen hatte und 1957 einmal in der deutschen Nationalmannschaft zum Einsatz kam.

## Vereinskarriere
Willi Gerdau verbrachte seine gesamte sportliche Laufbahn beim Heider SV. Heide, Kreisstadt des Kreises Dithmarschen im Westen von Schleswig-Holstein, war mit 20.000 Einwohnern die kleinste Stadt in der Oberliga Nord. Durch seine Vereinstreue spielte er lediglich zwei Runden in der Oberliga, 1956/57 und 1960/61. In beiden Runden ereilte den „kleinen HSV“ aber der sofortige Abstieg. Der technisch beschlagene Mittelläufer brachte es in den zwei Runden in der Oberliga auf 59 Spiele und erzielte dabei acht Tore. Er zeichnete sich als Elfmeter- und Freistoßspezialist aus und war auch ein ausgezeichneter Kopfballspieler.
1955 spielte Gerdau mit Heide um die deutsche Meisterschaft der Amateure und scheiterte erst im Halbfinale mit einer 1:3-Niederlage gegen die Sportfreunde Siegen. In der Aufstiegsrunde 1956 zur Oberliga setzte sich Gerdau mit seinen Kameraden gegen Harburger Turnerbund, Olympia Wilhelmshaven und Eintracht Osnabrück durch und zog als Landesmeister in die Oberliga Nord 1956/57 ein. Trotz der Achtungserfolge in der Hinrunde durch die Heimsiege gegen Altona 93 und Hannover 96 stand man nach dem zwölften Spieltag am 11. November 1956 abgeschlagen mit 6:18 Punkten am Tabellenende. Durch die anschließende Reise von Willi Gerdau zu den Olympischen Spielen 1956 in Melbourne ergab sich für Heide eine Pause bis zum 16. Dezember 1956. Dann waren innerhalb zehn Tagen drei Nachholspiele gegen Werder Bremen, Göttingen 05 und Neumünster auszutragen. Da es drei Niederlagen gab, war die Chance zum Klassenerhalt in der Rückrunde nur noch minimal. In elf Spielen verlor der Stopper mit Heide mit einem Tor Unterschied, sieben Spiele mit 0:1 und vier Spiele mit 1:2 Toren. Als der Abstieg schon feststand, gelang dem „kleinen HSV“ ab dem 17. März 1957 eine Serie von sechs erfolgreichen Spielen. Dabei kam es zu den Erfolgen gegen St. Pauli und vor allem am 28. April vor 12.000 Zuschauern im heimischen Stadion an der Meldorfer Straße zu dem 2:0-Erfolg gegen den Hamburger SV.
In den zwei folgenden Runden 1957/58 und 1958/59 scheiterte man in der Aufstiegsrunde, wobei 1959 das letzte Gruppenspiel gegen Eintracht Osnabrück die Entscheidung herbeiführte. Gerdau verlor mit seinen Mannschaftskameraden Joachim Otto und Werner Banasch am 31. Mai das Heimspiel gegen Osnabrück mit 2:3 und die Gäste stiegen damit in die Oberliga Nord auf. 1960 setzte sich Heide mit Trainer Hermann Lipps und seinem Kapitän Gerdau gegen Leu Braunschweig, den SV Arminia Hannover und den Harburger TB 1865 aber wieder durch und zog mit 9:3 Punkten – je drei Siege und drei Unentschieden – zum zweiten Mal in die Oberliga Nord ein. Zum Klassenerhalt reichte es aber auch 1960/61 nicht, mit 18:42 Punkten belegte Heide den 18. Rang und stieg wieder in das Amateurlager ab. Zwar glückten sechs doppelte Punktgewinne in den Heimspielen, aber die 4:26 Punkte in den Auswärtsspielen waren zu wenig um in der Oberliga zu verbleiben. Gemeinsam wie auch seine Mannschaftskameraden Werner Banasch, Klaus Eichler, Joachim Otto, Uwe Reh und Günther Schmidt hatte Willi Gerdau alle 30 Ligaspiele absolviert. Gerdau blieb seinem Verein auch nach dem Abstieg treu und kämpfte auch in den zwei folgenden Runden für die Dithmarscher in den Aufstiegsrunden um den Aufstieg; jeweils ohne Erfolg. 1963, mit der Einführung der Bundesliga, beendete der 34-Jährige seine Spielerlaufbahn beim Heider SV. Er feierte von 1956 bis 1963 mit seinem Verein sechsmal die Meisterschaft in Schleswig-Holstein.

## Internationale Karriere
Mit seinem Einsatz in der B-Länderelf am 15. September 1956 in Moskau gegen die Sowjetunion an der Seite von Spielführer Robert Schlienz vom VfB Stuttgart begann die internationale Karriere von Willi Gerdau. Bundestrainer Sepp Herberger berief ihn auch 1956 in die Amateurnationalmannschaft. Diese trat am 24. November 1956 in Melbourne bei den Olympischen Spielen 1956 gegen den späteren Olympiasieger Sowjetunion an. Gerdau bildete dabei mit dem Frankfurter Hermann Höfer das Verteidigerpaar, das deutsche Team schied nach der 1:2-Niederlage aber bereits nach diesem ersten Spiel aus dem Turnier aus.
Vom 18. Februar bis 2. März 1957 nahm er an einem DFB-Sichtungs-Lehrgang in Duisburg für die Nationalmannschaft teil. Seine Leistung im Länderspiel der Amateurnationalmannschaft am 15. Mai 1957 in Glasgow beim 1:1 gegen Schottland hatte beim Bundestrainer einen nachhaltigen Eindruck hinterlassen. Beim nur sieben Tage später in Stuttgart stattfindenden Freundschaftsspiel gegen die schottischen Profis am 22. Mai 1957 gehörte er überraschend der A-Nationalmannschaft an. Der Bundestrainer berief den Mann vom Absteiger Heider SV in den Kader und setzte ihn auch als rechten Verteidiger ein. Er bildete mit Erich Juskowiak von Fortuna Düsseldorf das Verteidigerpaar vor dem Torhüter Hans Tilkowski von Westfalia Herne. Die Schotten gewannen das Spiel mit 3:1 Toren. Die Kritiker bissen sich an dem Debütanten Gerdau fest. Ehrlicher wäre es gewesen, die negative Bilanz der Nationalmannschaft im Spieljahr 1956/57 bei sieben Länderspielen mit drei Siegen und vier Niederlagen zu berücksichtigen.
Für die Zukunftsplanung des Mannes aus Heide kam erschwerend hinzu, dass er im Jahr der Fußball-Weltmeisterschaft 1958 nur in der Amateurliga Schleswig-Holstein seine Kräfte gegen Itzehoer SV, SV Schleswig, VfL Bad Schwartau, Flensburger SV und die Amateure von Holstein Kiel und Neumünster messen konnte. Dadurch waren die Rivalen um Plätze in der Nationalmannschaft aus dem Süden, Südwesten und Norden der Republik alleine schon im Vorteil. Nur die Zweitklassigkeit im Norden kam in diesen Jahren ohne 2. Liga aus. Dort wurde der regionale Wettbewerb in Schleswig-Holstein, Hamburg, Bremen und in zwei Staffeln in Niedersachsen ausgetragen.
Bezeichnenderweise standen im April 1958 in der 40er-Liste des DFB für die WM 1958 mit Erhardt (SpVgg Fürth), Stollenwerk (1. FC Köln), Jäger (Fortuna Düsseldorf), Zastrau (RW Essen), Wewers (RW Essen), Liebrich (1. FC Kaiserslautern), R. Hoffmann (VfB Stuttgart) und Schüler (Hertha BSC) für die Gerdau-Positionen des rechten Verteidigers und des Mittelläufers auch nur Spieler aus den Oberligen. Aus dem Amateurlager konnte man realistisch betrachtet nicht für eine Weltmeisterschaft nominiert werden. Das war dem Kapitän von Heide klar und deshalb reagierte er auch auf weitere Einladungen zu DFB-Lehrgängen mit Absagen.
Berufungen in die Amateurnationalmannschaft nahm er dagegen gerne wahr. So stand er auch dem Debütanten Karl-Heinz Schnellinger am 12. Oktober 1957 in England zur Seite und versuchte in der Olympiaqualifikation 1959/60 den deutschen Amateuren den Weg nach Rom zu eröffnen. Die Mannschaft aus Polen setzte sich aber gegen die DFB-Amateure durch. Willi Gerdau verteidigte in beiden Partien, einmal mit Werner Olk, das andere Mal mit Jürgen Kurbjuhn als linken Verteidigerkollegen. Mit dem Rückspiel am 18. April 1960 in Warschau, es war sein achtes Amateurländerspiel, beendete er dann mit 31 Jahren seine internationale Karriere.

## Beruf und Ausklang
Der gelernte Buchhalter arbeitete in der DEA-Niederlassung in Hemmingstedt, wo über die Hälfte des Kaders des Heider SV beschäftigt war. 1966 zentralisierte der Konzern das Rechnungswesen nach Hamburg und die Familie Gerdau musste Heide verlassen. Er arbeitete fortan in Hamburg und wohnte seitdem mit der Familie in Uetersen.
Der Dithmarscher, der in Malente die B- und in Hennef die A-Lizenz erworben hatte, betätigte sich als Trainer bei den St. Pauli Amateuren, in Büdelsdorf, am Wohnort Uetersen beim TSV Uetersen, in Wedel und bei Raspo Elmshorn.